# Златните хитове на Пайнер
„Златните хитове на Пайнер“ е хитова поредица, издавана от музикална компания Пайнер. Всеки месец на музикалния пазар се представят по няколко заглавия от поредицата, като всяко от тях има индивидуален пореден помер. Всеки албум от поредицата включва по 10 хитови песни от репертоара на един изпълнител.
Поредицата включва не само попфолк, но и албуми от други музикални жанрове, продуцирани от компанията. Всеки от утвърдените изпълнители на музикалната компания може да бъде включван няколко пъти в поредицата „Златните хитове на Пайнер“, поради големия брой прекрасни песни, които е записвал през годините на своята музикална кариера в „Пайнер“.
Заглавията от поредицата се предлагат в музикалните магазини и цялата търговска мрежа на страната. Цената на всеки от албумите в поредицата е 3 лв.

## Декември 2012
- 1 – Глория
- 2 – Ивана
- 3 – Камелия
- 4 – Гергана
- 5 – Тони Дачева

## Януари 2013
- 6 – Анелия
- 7 – Емилия
- 8 – Димана
- 9 – Нелина
- 10 – Малина

## Април 2013
- 11 – Елена
- 12 – Магда
- 13 – Есил Дюран
- 14 – Мария
- 15 – Галена

## Юли 2013
- 16 – Преслава
- 17 – Райна
- 18 – Татяна
- 19 – Милко Калайджиев
- 20 – Соня Немска

## Декември 2013
- 21 – Джена
- 22 – Яница
- 23 – Борис Дали
- 24 – Валя
- 25 – Силвия